# Carlos Cuerpo
Carlos Cuerpo Caballero (Badajoz, 26 de septiembre de 1980) es un economista y político español, que desde diciembre de 2023 ejerce como ministro de Economía, Comercio y Empresa.

## Biografía
Nacido en Badajoz en 1980, es hijo de dos profesores de enseñanza secundaria. Parte de su infancia la pasó entre Valle de la Serena y Suiza, donde sus padres se trasladaron a trabajar cuando él tenía nueve años. Se licenció en economía por la Universidad de Extremadura en 2003, con especialidad en macroeconomía. Posteriormente obtuvo un máster (MSc) en economía en la Escuela de Economía de Londres (LSE) con especialidad en economía monetaria. Es doctor en economía por la Universidad Autónoma de Madrid desde 2017.
También, ha desempeñado actividad docente en instituciones como la Universidad de Extremadura, el Centro de Estudios Económicos y Comerciales (ICEX-CECO), la Escuela de Economía de Londres y la Universidad George Washington.
Ingresó por oposición en el Cuerpo Superior de Técnicos Comerciales y Economistas del Estado en 2008,y empezó a trabajar en el Ministerio de Economía y Hacienda ese mismo año, donde fue analista económico en la Dirección General de Análisis Macroeconómico entre mayo de 2008 y abril de 2011.
Posteriormente, se trasladó a Bruselas para dar asesoramiento económico a la Dirección General de Asuntos Económicos y Financieros de la Comisión Europea. Desde este puesto colaboró, como experto nacional, en el desarrollo del nuevo Procedimiento de Desequilibrios Macroeconómicos.
De vuelta en España, fue subdirector general de Endeudamiento Público de mayo de 2014 a octubre de 2016 en la AIReF. En noviembre de 2016 fue nombrado director de la División de Análisis Económico de la AIReF, desempeñando esta posición hasta febrero de 2020, cuando fue nombrado director general de Análisis Macroeconómico.
Durante la pandemia de COVID-19, formó parte del «consejo de sabios» que asesoraron al Gobierno en el diseño de la desescalada y asistió al Departamento de Economía en el desarrollo de nuevas herramientas que monitorizaran la actividad económica durante esta etapa.
En agosto de 2021 fue ascendido a la posición de secretario general del Tesoro y Financiación Internacional, máximo responsable del tesoro público español tras el ministro de Economía.

### Ministro de Economía
El 29 de diciembre de 2023, fue propuesto por el presidente del Gobierno, Pedro Sánchez, como ministro de Economía, Comercio y Empresa en sustitución de la vicepresidenta Nadia Calviño. Tomó posesión del cargo ese mismo día ante el rey Felipe VI.
En junio de 2025 se presentó como candidato a la presidencia del Eurogrupo, conjuntamente con Paschal Donohoe y Rimantas Šadžius
Además de su lengua materna, habla con fluidez inglés y francés. Está casado y tiene una hija. Su pareja, Marta Morano es la actual directora general de Ordenación de la Seguridad Social.